# 穆罕默德·艾爾·蘇奧巴治
穆罕默德·艾爾·蘇奧巴治（Mohamed El Shorbagy），埃及壁球男子選手，2013年卡達經典賽、2014年香港公開賽及2014年美國公開賽冠軍，他於2014年11月登上世界排名第一的選手，也是首位1990年代出生的選手登上此位 